# Hebe (planta)
Hebe es un género de plantas nativas de Nueva Zelanda, Australia, Papúa Nueva Guinea, Rapa Nui, las islas Malvinas y Suramérica. Agrupa a unas 15 especies aceptadas, de las casi 200 descritas, la mayor parte de las cuales es  endémica de Nueva Zelanda.
*Nota: Hebe está a menudo considerado como mero subgénero de Veronica, o bien directamente incluido en este último.

## Etimología
El género Hebe se nombra por Hebe, la diosa de la juventud, en la mitología griega, que había nacido por una espinaca comida por la diosa Hera.

## Descripción
Hebe tiene cuatro filas perpendiculares de hojas en pares opuestos. Las flores son perfectas, la corola tiene cuatro lóbulos levemente desiguales, la flor tiene dos estambres y un estilo largo. Las flores se distribuyen en una inflorescencia en  espiga.
La identificación de la especie de Hebe es difícil si no están en flor.
Las especies de Hebe tienen diferentes tamaños desde los arbustos enanos a los árboles pequeños de hasta 7 metros, y se distribuyen por diferentes ecosistemas, desde los costeros a los alpinos.
Las especies de grandes hojas se encuentran normalmente en la costa, en las tierras bajas y a lo largo de los márgenes del bosque. En altitudes más altas se encuentran las especies de hojas más pequeñas y en áreas alpinas hay especies del whipcord con las hojas reducidas a espinas gruesas.
Los Hebe se cultivan en muchos jardines y por el público en general; son fuente de alimentación para numerosas mariposas.
Los Hebe soportan la mayoría de los tipos de suelos y pueden propagarse fácilmente tanto por semillas como por esquejes. En la naturaleza las Hebe híbridos son escasos; sin embargo, hay numerosos cultivares híbridos tales como Hebe × franciscana, corriente como planta ornamental urbana.

## Especies aceptadas
Para una lista completa de todos los taxones descritos, con sinónimos, taxones aceptados y sin resolver —que son la mayoría, con más de 90% de las especies descritas—, véase Hebe en The Plant List.
La especie tipo es Hebe magellanica J.F.Gmel. = Hebe elliptica (G.Forst.) Pennell y Veronica elliptica G.Forst.

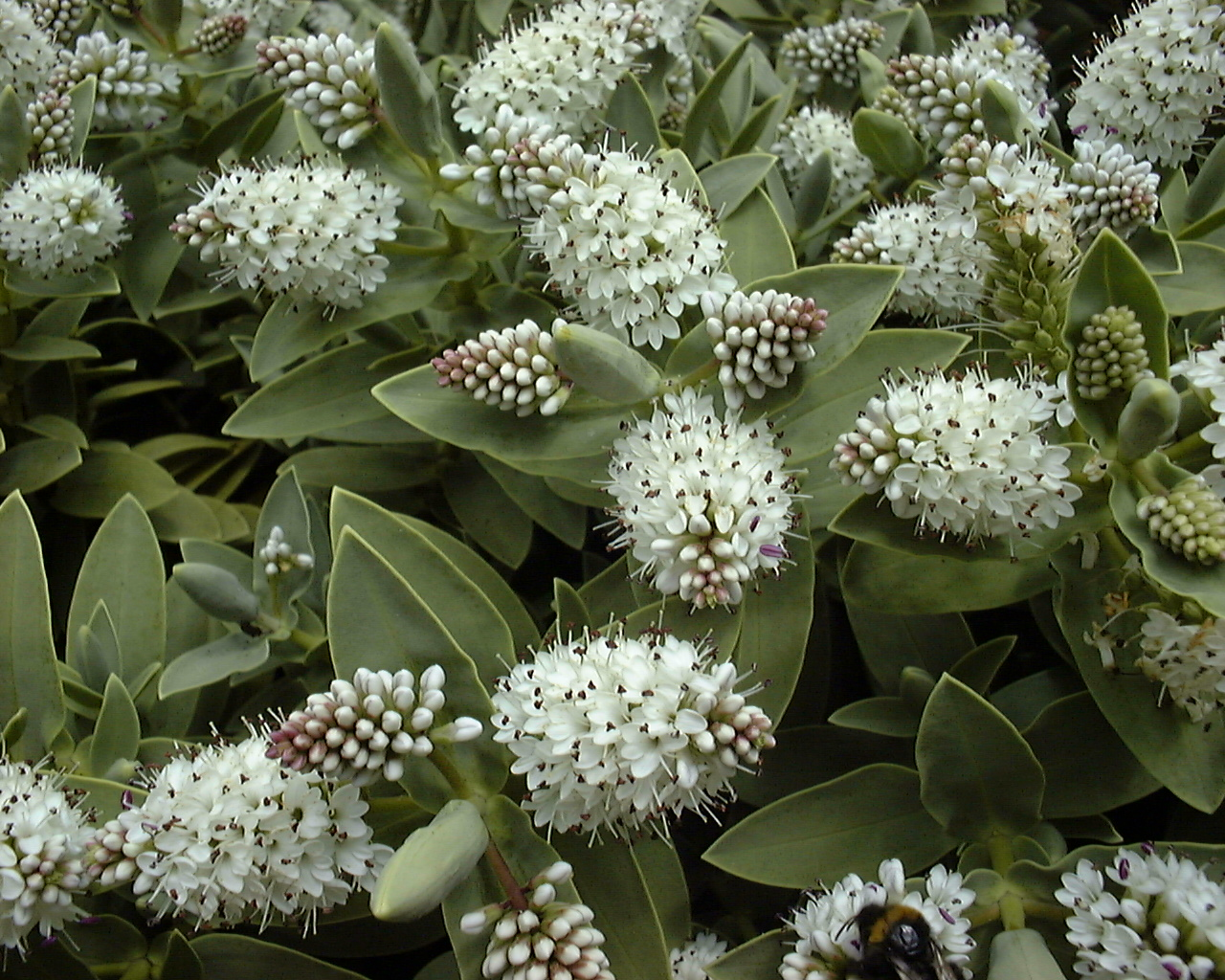
Hebe × andersonii (Lindl. & Paxton) Cockayne
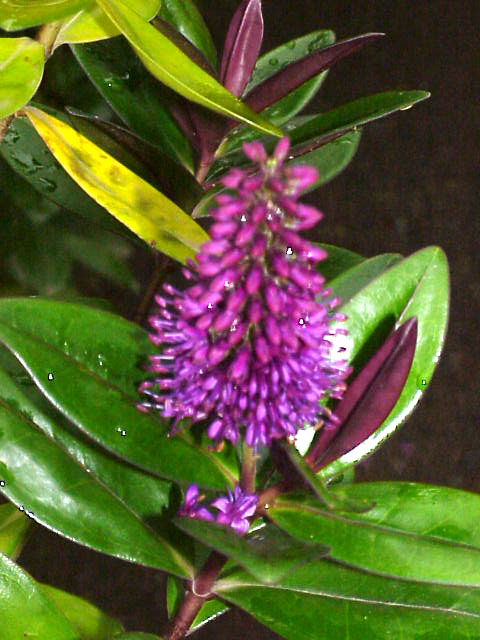
Hebe barkeri
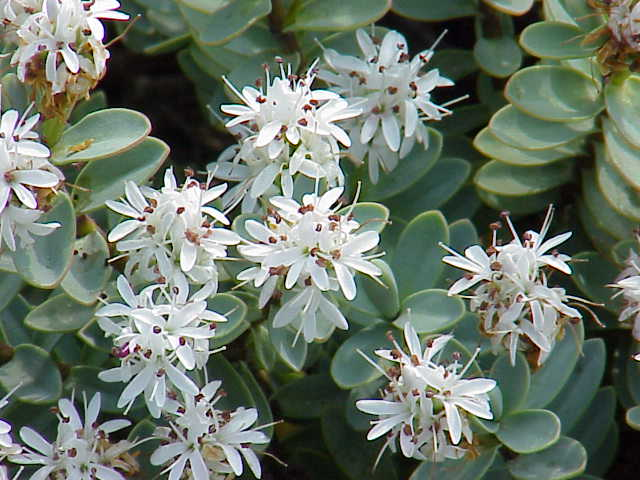
Hebe benthamii (Hook.f.) Cockayne & Allan
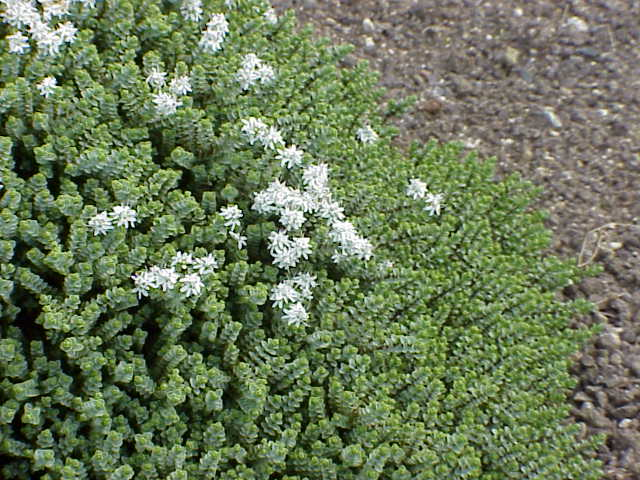
Hebe corriganii Carse
- Hebe elliptica (G.Forst.)Pennell
- Hebe epacridea (Hook.f.) Andersen
- Hebe franciscana (Eastw.) Souster
- Hebe haastii (Hook.f.) Cockayne & Allan
- Hebe macrocalyx (J.B.Armstr.) G.Simpson
- Hebe macrocarpa (Vahl) Cockayne & Allan
- Hebe masoniae (L.B.Moore) Garn.-Jones
- Hebe murrellii G.Simpson & J.S.Thomson
- Hebe ochracea[5]
- Hebe petriei (Buchanan) Cockayne & Allan
- Hebe ramosissima G.Simpson & J.S.Thomson
- Hebe salicifolia (G. Forst.) Pennell
- Hebe speciosa (R. Cunn. ex A. Cunn.) Andersen[1]

## Referencias y enlaces externos

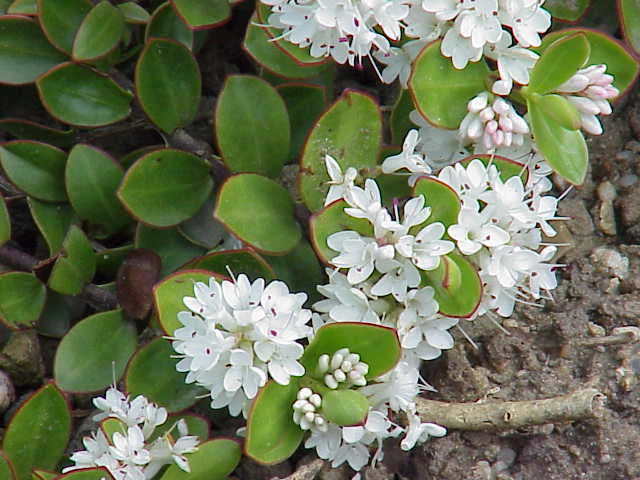
Hebe decumbens
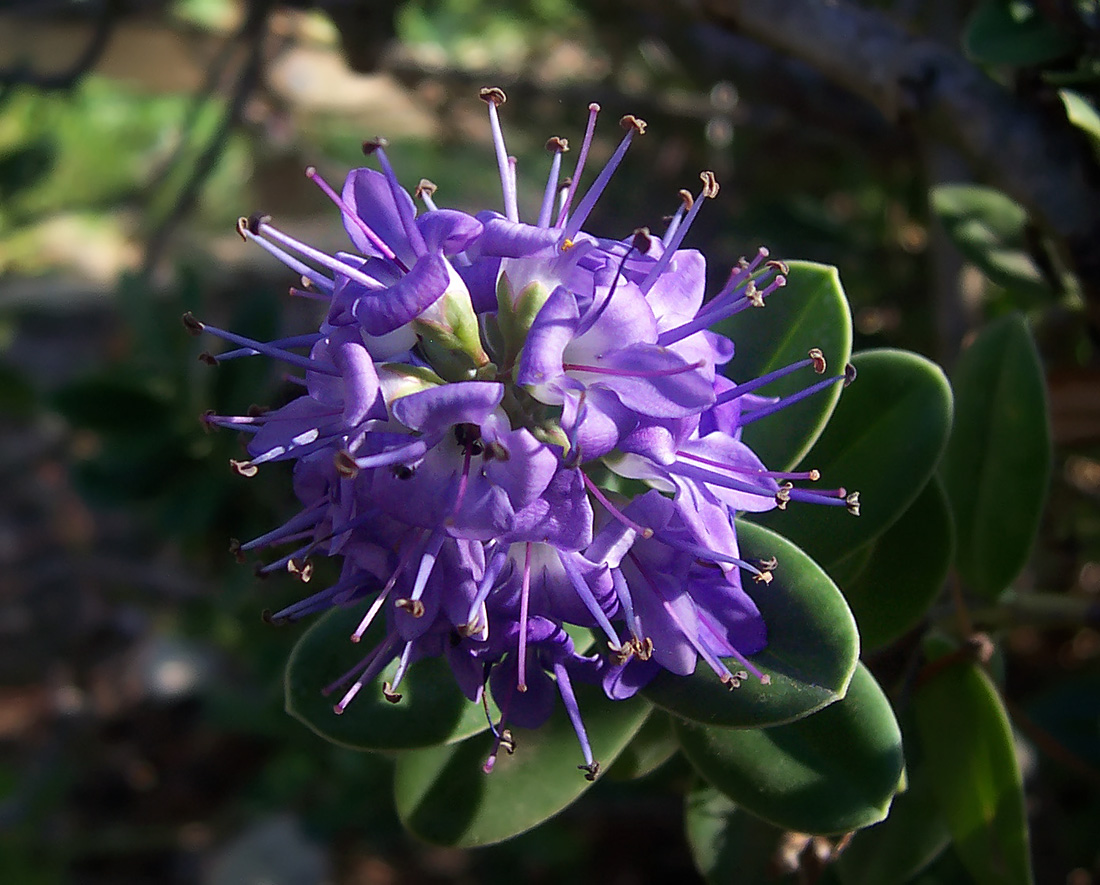
Flores de Hebe × franciscana
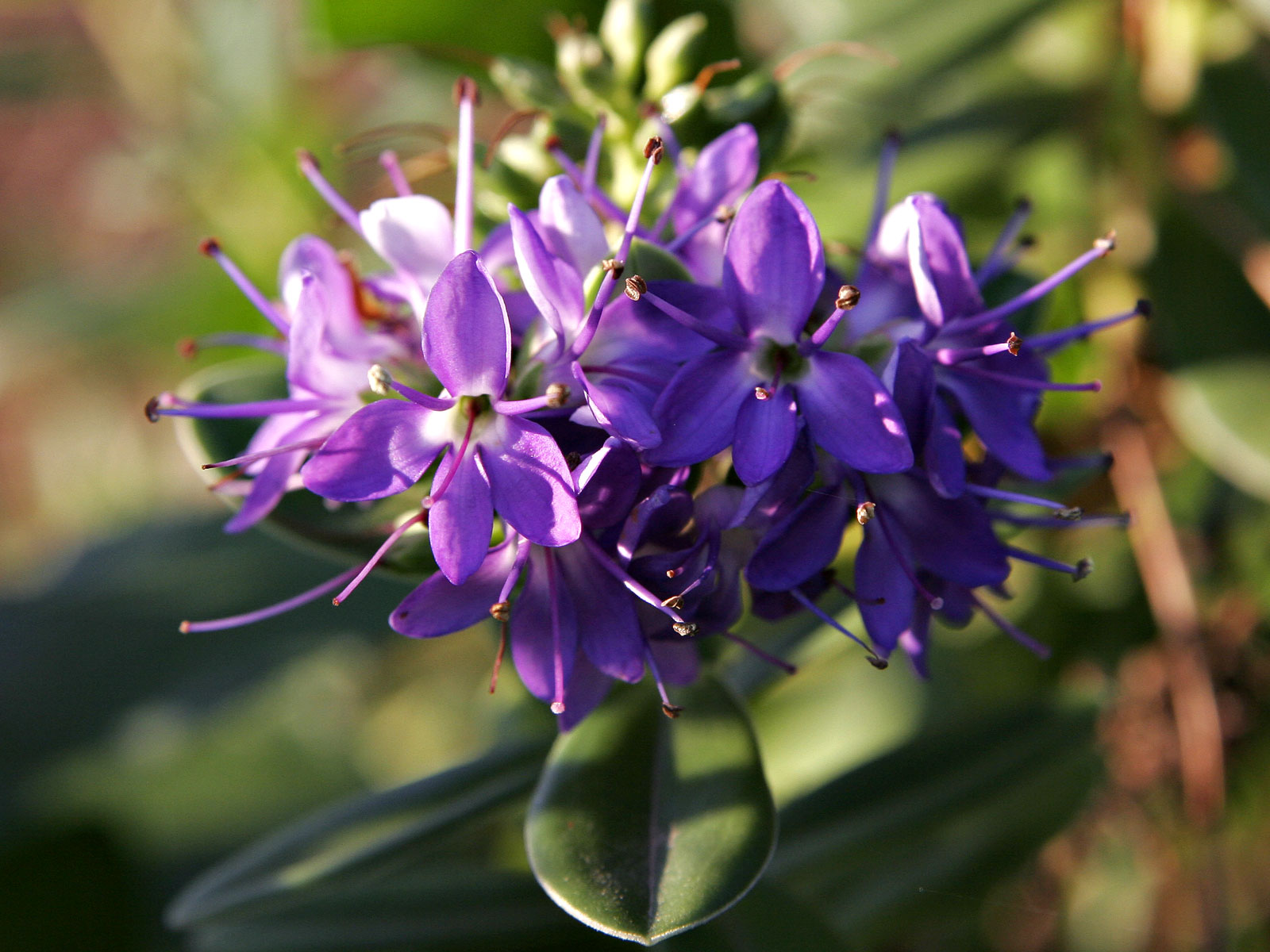
Flores de Hebe × franciscana
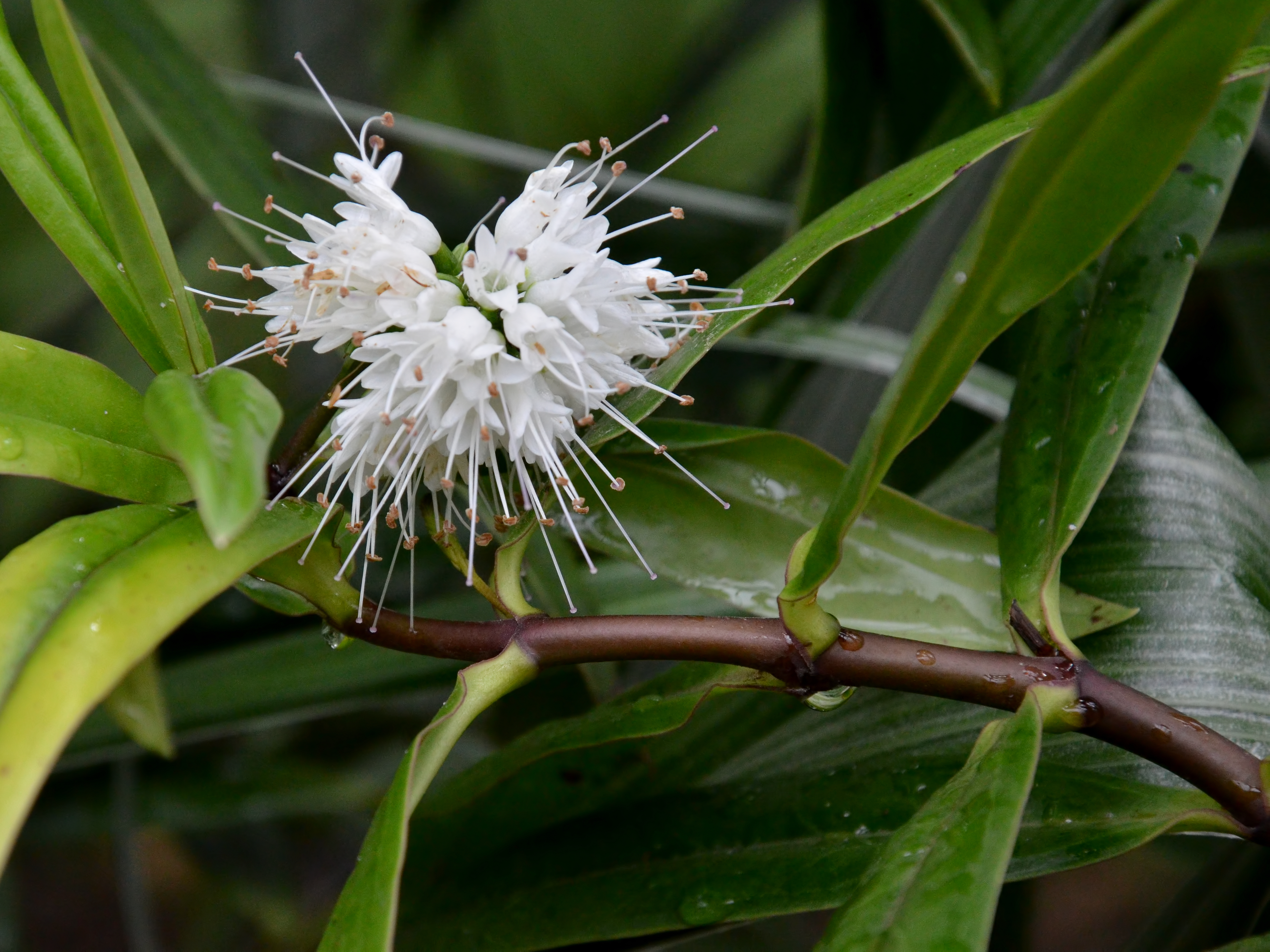
Hebe corriganii